# 仙台馬市
仙台馬市（せんだいうまいち）は、江戸時代の日本の陸奥国仙台で開かれた馬の定期市である。仙台の国分町で開かれたため、国分町馬市（こくぶんまちうまいち）ともいう。仙台藩で最大、全国的にも知られた大きな市で、領外から買い付けに来る者も多かった。

## 市の起源
仙台は慶長6年（1601年）になって新たに開かれた町である。仙台馬市の始まりもそれを遡らないが、起源は陸奥国分寺付近で開かれたと考えられる国分日町にあった。伊達政宗が国分日町で馬11頭を買い求めた代金の支払いについて命じる文書が、仙台に居城を移すことを決める前の慶長5年（1600年）10月28日付である。仙台の国分町は国分寺付近から移転してできた町なので、馬市も国分の市から引き継いだのであろう。
国分町の馬市は、春と秋の2回に分かれて開かれた。秋の市が国分日市を引き継ぐものと思われ、初めは晩秋か冬の開催で、後に7月20日からの50日間に繰り上げられた。
春のものは3月上旬から4月中旬まで開かれた。享保10年（1725年）の文書には、岩沼で100日間開催されていた市のうち50日分が寛文元年（1661年）に仙台に移されたとある。そうすると春の市はこの年に岩沼から移される形で始まったと推測できる。ところが、寛永2年（1625年）に岩沼馬町が100日ではなく後世と同じく2月から3月に開催されていたことを示す文書もあり、短縮が事実だとしてもそれは寛文元年ではなさそうである。結局、岩沼馬市との関係は窺えるが、詳しい事情は不明としなければならない。
ともかくも仙台の馬市は藩の奨励によって発展し、やがて領内で第一の規模になった。

## 市の様子
年2回の市のうち、売買が多かったのは春の市である。2月から3月の岩沼馬市の終了後、1日おいて3月上旬から4月中旬まで開かれた。国分町からは引継ぎのための人が岩沼に派遣された。
『日本山海名物図会』によれば、城下の中心である芭蕉の辻から北に伸びる国分町を上・中・下に分け、場所を1日交代で変えて市が立った。市の初め5から7日は幕府役人が購入し、続いて仙台藩の役人が購入し、それが終わってから一般の取引が許された。馬を買う人の多くは馬喰（仲買）に手数料を払って鑑定と価格交渉を依頼した。
飢饉のときには馬が減るので、馬市も衰え、回復には年月を要した。天明の大飢饉では馬の減少にともない馬喰の不正が増えたという。天保の大飢饉では統計的に馬の数、馬市の売買数の減少が確かめられる。

## 売買統計
| 西暦年 | 和暦年   | 春   | 春   | 夏   | 夏   |
| 西暦年 | 和暦年   | 駒   | 媽   | 駒   | 媽   |
| ------ | -------- | ---- | ---- | ---- | ---- |
| 1818年 | 文政元年 | 1513 | 144  | 1122 | 154  |
| 1819年 | 文政2年  | 1827 | 207  | 1073 | 738  |
| 1820年 | 文政3年  | 1680 | 257  | 1166 | 105  |
| 1821年 | 文政4年  | 1973 | 144  | 837  | 100  |
| 1821年 | 文政5年  | 1538 | 107  | 815  | 33   |
| 1822年 | 文政6年  | 1477 | 153  | 860  | 67   |
| 1823年 | 文政7年  | 1998 | 177  | 1150 | 101  |
| 1824年 | 文政8年  | 1534 | 81   | 1315 | 96   |
| 1825年 | 文政9年  | 1708 | 99   | 1173 | 67   |
| 1826年 | 文政10年 | 1598 | 108  | 1029 | 416  |
| 1827年 | 文政11年 | 1376 | 1376 | 1302 | 1302 |
| 1828年 | 文政12年 | 2226 | 2226 | 1483 | 1483 |
| 1829年 | 天保元年 | 2638 | 2638 | 1894 | 1894 |
| 1830年 | 天保2年  | 1417 | 1417 | 1213 | 1213 |
| 1831年 | 天保3年  | 1515 | 1515 | 1002 | 1002 |
| 1832年 | 天保4年  | 1322 | 1322 | 1084 | 1084 |
| 1834年 | 天保5年  | 1714 | 1714 | 1451 | 1451 |
| 1835年 | 天保6年  | 1806 | 1806 | 1951 | 1951 |
| 1838年 | 天保9年  | 1936 | 1936 | 1802 | 1802 |
| 1839年 | 天保10年 | 538  | 538  | 657  | 657  |